# Gattya heurteli
Gattya heurteli is een hydroïdpoliep uit de familie Halopterididae. De poliep komt uit het geslacht Gattya. Gattya heurteli werd in 1907 voor het eerst wetenschappelijk beschreven door Billard. 